# Герасименко Олексій Петрович
Олексій Петрович Герасименко (рос. Алексей Петрович Герасименко, 17 грудня 1970, Таганрог, РРФСР, СРСР) — колишній радянський та російський футболіст, нападник. Грав за збірну Росії. Нині — футбольний тренер. З 2021 року — головний тренер клубу «Краснодар-2».
В Україні у 1997—2001 роках грав за «Динамо» (Київ), а після завершення ігрової кар'єри у 2007—2010 та у 2012—2015 роках працював тренером в системі «Динамо» (Київ), зокрема, помічником старшого тренера команди U-19, а згодом її старшим тренером.

## Досягнення
- Чемпіон України (4): 1998, 1999, 2000, 2001
- Володар Кубка України (3): 1998, 1999, 2000
- Срібний призер чемпіонату Росії (1): 1993
- В списках 33-х найкращих футболістів чемпіонату Росії (2): № 2 — 1996, 1997
- Найкращий бомбардир «Ростсельмаша»: 1997 — 8 голов
- Найкращий бомбардир Другої Ліги Росії: 1995 — 30 голів в 39 матчах
- Найкращий бомбардир «Кубані» за один сезон в російський період історії клуба — 30 голів в 39 матчах в сезоні: 1995